# Motte von Mark

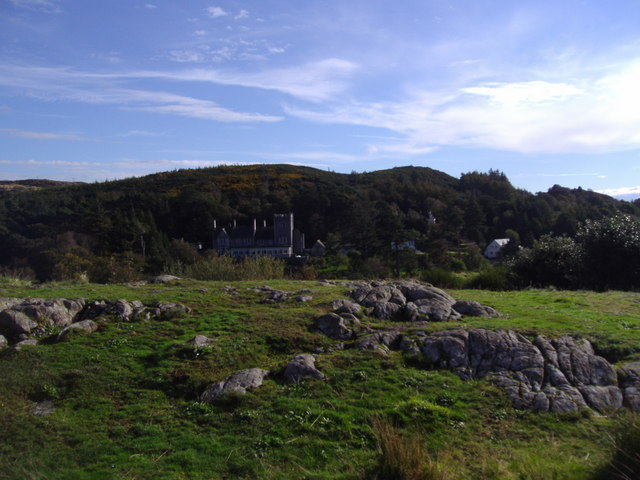
Auf der Motte von Mark

Die Motte von Mark (englisch Mote of Mark) ist eine Motte (Turmhügelburg) nahe dem Rough Firth im Küstenort Rockcliffe, bei Dalbeattie (schottisch-gälisch Dail Bheithe – deutsch „Birkental“) in Dumfries and Galloway in Schottland.
Der niedrige Hügel bietet kaum natürliche Voraussetzungen für eine effektive Verteidigung, er ist nur auf der Westseite steil und felsig. Der Platz der Motte scheint mit einer Palisade befestigt worden zu sein, die sich auf einem oder zwei Steinwällen von drei Metern Stärke befanden. Im Innern der Motte befanden sich eine Holzhalle, Stallungen und Werkstätten. Der Wall geriet im 7. Jahrhundert in Brand. Nach der Reparatur des Walls blieb die Motte in Funktion.
Die Ausgrabungen von 1913 im Inneren erbrachten neben Hüttenfundamenten auch aus Deutschland und Frankreich importierte Metall- und Keramikwaren, wie es bei einer Residenz zu erwarten wäre.
In der Nähe liegt die Motte von Urr.